# Нагата Токухон

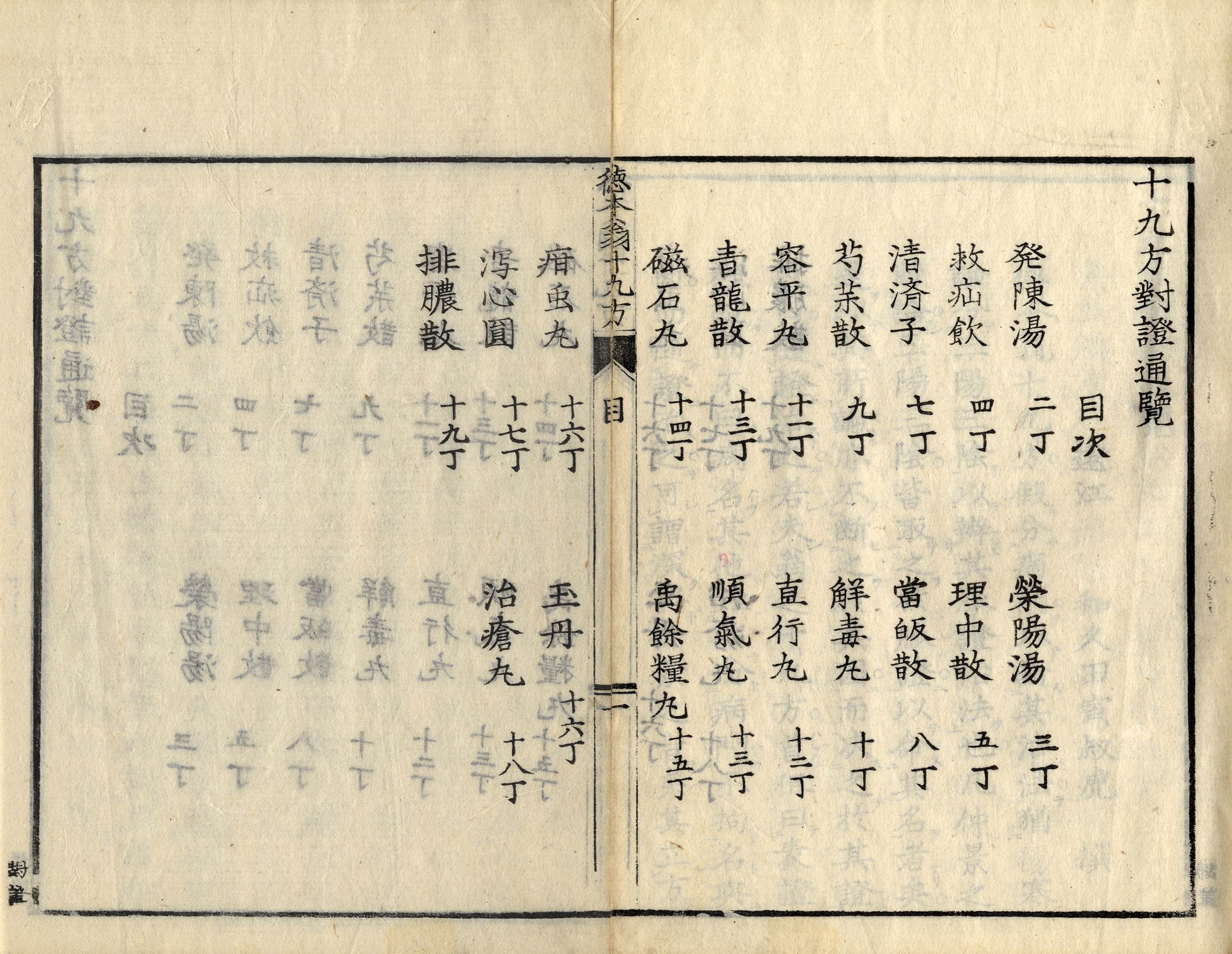
Оглавление «Девятнадцати рецептов почтенного Токухона.»

Нагата Токухон (1513, Охама, Хэкикай-гун, провинция Микава (ныне Хекинан, префектура Айти) — 27 марта 1630, Хигасихори, Сува-гун, провинция Синано (ныне префектура Нагано)) — японский лекарь, внёсший большой вклад в развитие традиционной японской медицины своего времени и считающийся (наряду с Манасэ Досаном и Тасиро Санки) одним из трёх «великих врачевателей» Японии периода раннего Нового времени.

## Биография
Был родом из маленького городка Охама в сегодняшнем Хекинане. В юности он отправился в Кадзиму в провинции Хитати (ныне префектура Ибараки) и под руководством дзэн-буддийского монаха по имени Дзанму (ум. в 1576) изучал традиционные дыхательные практики (синсэн тоно). Затем расширял свои медицинские знания, будучи учеником известного Гэкко Додзина и в Коге под руководством Тасиро Санки. Был придворным врачом у Такэды Нобуторы, а до этого у его отца. После падения дома Такэда был изгнан и в 1541 году переселился в деревню Хигасихори в районе Сува провинции Синано (ныне префектура Нагано), где женился. В 1582 году познакомился с Манасэ Досаном. В 1625 году лечил второго сёгуна дома Токугава Хидэтаду от тяжёлого заболевания. В 1630 году скончался в возрасте примерно 118 лет в деревне Хигасихори, где провёл свои последние годы; сведений о позднем периоде его жизни сохранилось мало. В Хигасихори существует надгробие Токухона.
Согласно легендам, Токухон ходил по стране с коровой, на шее которой висели мешки с различными лекарствами, которые он продавал по очень низким ценам. Подобным же образом он поступил и в отношении сёгуна Хидэтады — якобы после успешного излечения он покинул его двор, не взяв награды. Бедняков же, согласно легенде, лечил бесплатно.
Известно, что у Токухона было порядка пятидесяти учеников. Он дистанцировался от китайской традиционной медицины, составив новую классификацию болезней на основе симптомов. Хотя в отношении слабительных средств он использовал более агрессивные методы лечения, чем были обычно приняты в его время, его техники лечения были нацелены на гармонию с силами природы («рёно»), а решающую роль играли согласие и поддержка со стороны пациента.
Из всех его сочинений наиболее распространение получил труд «Девятнадцать рецептов от почтенного Токухона». В «Слове о медицине» (1585) он доказывал современным врачам, что патологии и в равной степени полезные лечебные методы, описанные в древнекитайском «Трактате о простудных заболеваниях», являются достойной рассмотрения альтернативой учению Манасэ Досана. Этот подход был позднее принят и развит так называемой «Старой школой» японской медицины периода Эдо.